# Parapterulicium
Parapterulicium là một chi nấm thuộc họ Pterulaceae. Chi này chứa 3 loài được tìm thấy ở Brazil.